# カール・トラウゴット・アイスリッヒ
カール・トラウゴット・アイスリッヒ (Carl Traugott Eisrich; ロシア語: Карл Трауготт Эйзерих, 1776年,バイロイト - 1835年,サンクトペテルブルク) は、ドイツ系ロシア人の作曲家、指揮者である。

## 生涯
アイスリッヒはドレスデンでクリスチャン・エーレゴット・ヴァインリッヒに師事した。彼はヴァイオリニスト、ピアニスト、そしてオペラ歌手 (バス) として活躍した。
1807年からアイスリッヒはロシアのクールラントで仕事をした。彼は自作の「6つのフランス風ロマンス」を、クールラント公妃ドロテア・フォン・メデムに捧げた。恩師ヴァインリッヒに献呈した「三つの歌」は、1808年クールラントの首都イェルガヴァで初演している。1811年から1820年の間、また1826年以降、彼はリガ市立劇場の音楽監督を務めた。リガにおける彼の代表的な公演は、モーツァルトの「フィガロの結婚」 (1815年)、ベートーヴェンの「フィデリオ」 (1818年)、そしてロッシーニの「タンクレディ」 (1819年)であった。 1820年にはバルト海に面した港湾都市クライペダで、初のオペラ劇団の音楽監督となった。
アイスリッヒは数多くの歌曲を作曲した。リガで彼はオペラ「テオドラ」 (1811年) と「山間の村」 (1812年) をアウグスト・フォン・コッツェブーの台本で作曲し、「Fassbinder」 (1813年)、「Claudine von Villa Bella」 (1813年、ゲーテの戯曲による)、「Mädchengarnison」 (1814年、台本はハインリッヒ・ゴットリープ・シュミ―ダー) そして「ピューラモスとティスベー」 (1816年、台本はルドルフ・フォン・ベルゲン) も作曲した。彼のオペラ「フェリシア」はフリードリッヒ・アルベルト・ゲープハルトの台本によるもので、1818年にサンクトペテルブルクで、更に1820年にはアマチュア劇団によりタリンで上演された。
1828年にアイスリッヒはサンクトペテルブルクへ移り、カッテリーノ・カヴォスと共に劇音楽「モルドバ人の喜び、あるいは勝利」を作曲した。1830年から1831年にかけてアイスリッヒはサンクトペテルブルクのアマチュアオーケストラを指揮した。
アイスリッヒの娘マリア・レオノーヴァはオペラ歌手だった。息子のカール・カルロヴィッチ・アイスリッヒ (1817年–1881年) はカザン、サラトフ、ウリヤノフスク、そしてニジニ・ノヴゴロドの街でピアニストとしてまた指揮者として活躍したが、ニジニ・ノヴゴロドでは弟子のミリイ・バラキレフと共にアレクサンドル・ウリビシェフの主宰する室内楽の会合に参加した。